# Jurský chlm
Jurský chlm este o arie protejată (arie specială de conservare — SAC, sit de importanță comunitară — SCI) din Slovacia întinsă pe o suprafață de 104,6 ha, integral pe uscat.

## Localizare
Centrul sitului Jurský chlm este situat la coordonatele 47°48′03″N 18°31′30″E / 47.800833°N 18.525°E.

## Înființare
Situl Jurský chlm a fost declarat sit de importanță comunitară în aprilie 2004 pentru a proteja 1 specie de plante. Situl a fost protejat și ca arie specială de conservare în martie 2004.

## Biodiversitate
Situată în ecoregiunea panonică, aria protejată conține 4 habitate naturale: Pajiști stepice panonice pe loess, Pășuni continentale udate de apa mării, Fânețe de joasă altitudine (Alopecurus pratensis, Sanguisorba officinalis), Mlaștini alcaline.
La baza desemnării sitului se află o specie protejată de  plante: Cirsium brachycephalum.
Pe lângă speciile protejate, pe teritoriul sitului au mai fost identificate 2 specii de plante, 1 specie de mamifere, 2 specii de reptile.